# Oyrarbakki

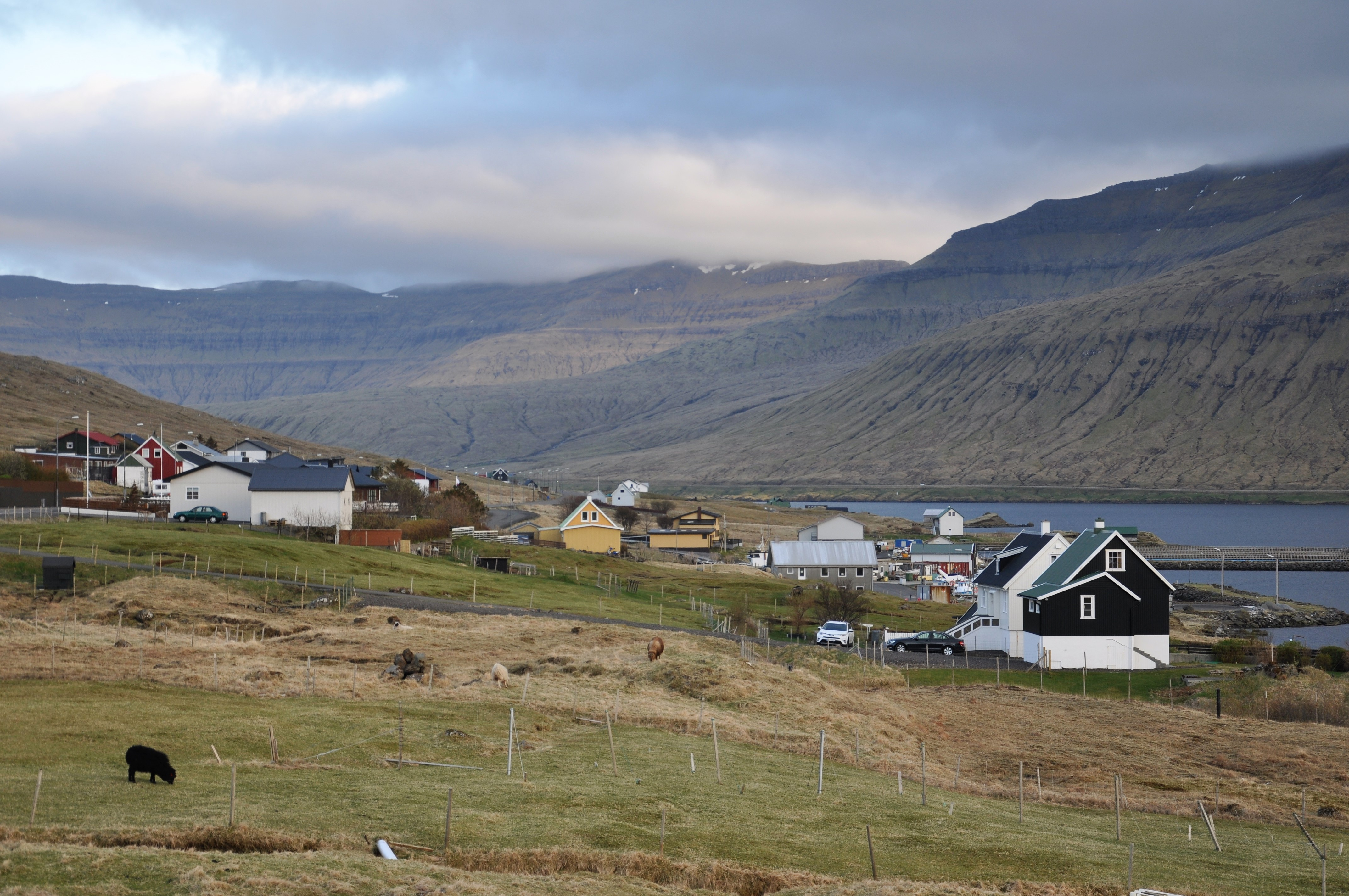
Zicht op Oyrarbakki

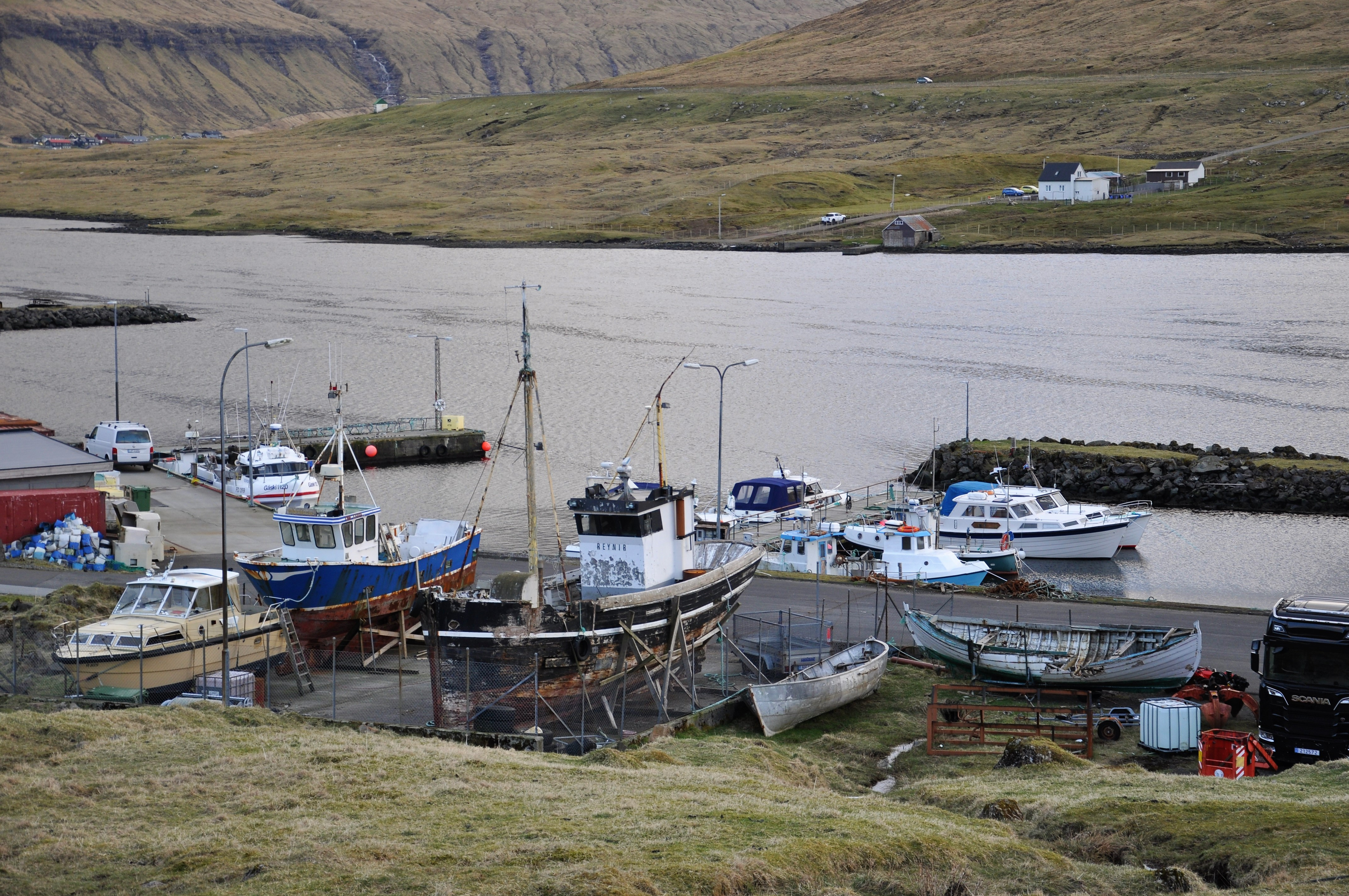
Het haventje van Oyrarbakki

Oyrarbakki is een dorp dat behoort tot de gemeente Sunda kommuna in het westen van het eiland Eysturoy op de Faeröer. Oyrarbakki heeft 97 inwoners. De postcode is FO 400. Een brug bij Oyrarbakki verbindt de eilanden Streymoy en Eysturoy